# Yanchep
Yanchep ist ein Küstenvorort von Perth in Westaustralien, 56 Kilometer nördlich des zentralen Geschäftsviertels der Metropole gelegen. Es ist Teil des lokalen Regierungsbereichs Wanneroo City. Ursprünglich eine kleine Hummerfischer-Siedlung, wurde die Erweiterung des Orts in den 1970er Jahren vom Geschäftsmann Alan Bond für den America’s Cup 1977 geplant.
Zu Yanchep gehört neben dem Siedlungsbereich auch der Yanchep-Nationalpark.

## Geographie
Yanchep liegt am Indischen Ozean. Im Nordwesten grenzt der Ort an Two Rocks und im Süden an die ländlichen Ortschaften Eglinton, Carabooda und Pinjarra. Die ländlichen Shires Gingin und Chittering schließen sich im Norden und Osten an.
Das Gebiet von Yanchep umfasst 220 Quadratkilometer und umfasst den gesamten nördlichen und nordöstlichen Teil von Wanneroo City. Das Siedlungsgebiet konzentriert sich jedoch fast ausschließlich auf einen kleinen Bereich um die Yanchep Beach Road nahe der Küste.

## Geschichte
Der Name Yanchep stammt ursprünglich aus der Sprache der Aborigines und ist abgeleitet vom Wort „Yanget“, was einen einheimischen Flachs oder Kugelbinsen bezeichnet. Erstmals wurde der Name im September 1866 vom Landvermesser R. Quinn für den Yanchep-See erwähnt.
Die Ländereien rund um Yanchep wurden ursprünglich als Schaffarm genutzt, bis Alan Bond im Jahr 1970 rund 8100 Hektar Land erwarb. Der Bond-Konzern präsentierte Pläne für „Yanchep Sun City“, eine Satellitenstadt mit mehr als 200.000 Einwohnern. Die ersten Häuser in der Gegend wurden 1972 gebaut, und zwei Jahre später wurde der Yachthafen von Two Rocks als Teil des gleichen Projekts gebaut. Der Verkauf von Wohnungen in diesem Gebiet war jedoch bereits 1974 zurückgegangen. 1977 wurde das Projekt durch den Tokyu-Konzern erworben, nachdem der Bond-Konzern in finanzielle Schwierigkeiten geraten war.